# Michael Küchmeister von Sternberg
Michael Küchmeister von Sternberg (Slesia, 1370 – Danzica, 15 dicembre 1423) è stato il ventottesimo Gran maestro dell'Ordine teutonico dal 1414 fino al suo ritiro nel 1422.

## Biografia
Küchmeister nacque in Slesia. Egli fu procuratore di Rastenburg (1396-1402) e Großschäffer di Königsberg (1402-1405). Dal 1404 egli ottenne la posizione di Vogt di Samogizia e dal 1410 quella di Vogt della Neumark. Dopo la battaglia di Grunwald (detta anche battaglia di Tannenberg), egli tentò con le proprie armate di mercenari e vassalli di riprendere possesso delle regioni perdute dall'Ordine Teutonico. Nel settembre del 1410, Küchmeister perse la Battaglia di Koronowo e venne catturato dalle armate polacche, e non venne rilasciato dalla prigionia sino all'estate del 1411. La sconfitta portò alla firma del Primo Trattato di Toruń nel 1411.
Nel periodo successivo alla sconfitta della battaglia di Grunwald, l'Ordine Teutonico perse gran parte della propria importanza militare ed economica. La linea di pensiero dei prussiani era mutata. Non sorprende infatti che, quando il Gran Maestro Heinrich von Plauen si trovava a comandare la guerra contro il Regno di Polonia, il 29 settembre 1413, le sue armate (consistenti in membri della nobiltà e in contadini prussiani) si accamparono presso il villaggio di Lautenburg e si rifiutarono di combattere contro i polacchi, e il Gran Maestro venne quindi sostituito da Küchmeister.
Il 7 gennaio 1414 Küchmeister venne scelto come Gran Maestro successore. Ad ogni modo egli preferì i negoziati alla guerra, rafforzando il castello di Marienburg con un ulteriore muro di difesa nella parte a nord del complesso. Egli si ritirò nel marzo del 1422 prima dell'inizio della guerra di Gollub.
Küchmeister morì a Danzica l'anno successivo e venne sepolto nel mausoleo sottostante la cappella di Sant'Anna nel castello di Marienburg.